# Hans Erik Ødegaard
Hans Erik Ødegaard (Drammen, 20 de janeiro de 1974) é um ex-futebolista e treinador de futebol norueguês que jogou como meio-campista. Jogou por Strømsgodset e Sandefjord entre 1993 e 2006, ano em que encerrou sua carreira.
Trabalhou como assistente técnico do Mjøndalen entre 2009 e 2015. e técnico nas categorias de base do Real Madrid, onde inclusive treinou seu filho, Martin Ødegaard.
Desde 2021, é técnico do Sandefjord em dupla com o sueco Andreas Tegström.